# Ana Barba
Ana Barba (partido de Santa Cruz de la Sierra, Imperio español; 1795-siglo XIX), conocida también como «la Zarca» por sus ojos celestes, fue una heroína rioplatense, que se destacó por sus actos como miembro del Cuerpo de Sanidad del Ejército Cruceño en la lucha por la independencia de la provincia de Santa Cruz de la Sierra.

## Biografía
Ana estuvo casada con Francisco Rivero, quien ayudó a Ignacio Warnes en su lucha por la independencia. Warnes fue padrino de la pareja en su matrimonio, ya que Ana lo miraba como a un padre. Su infancia trágica, con la muerte de su madre y un padre ausente, adoptada por Manuela Velazco de Ibáñez, creció con las enseñanzas típicas de una mujer en esa época pero también con las enseñanzas, que para ese entonces eran solo masculinas, del Padre José Salvatierra.

### Batalla de El Pari
La joven patriota participó de la batalla de El Pari el 21 de noviembre de 1816, entre las líderes del Cuerpo de Sanidad que asistieron al Ejército patriota en el propio campo de la sangrienta lucha.

### Rescate de la cabeza de Warnes
Cuando se produjo la batalla de El Pari, Ignacio Warnes había muerto de un disparo de cañón. Posteriormente el coronel Francisco Javier Aguilera ordenó cortar su cabeza, y entró en la ciudad de Santa Cruz de la Sierra con la cabeza clavada en una pica a modo de estandarte. La pica fue colocada en la plaza principal de la ciudad. Cuenta la historia que Ana Barba (La Zarca), le dijo a su esposo, si no me traes la cabeza de nuestro Warnes jamás vuelvas a tu casa. Francisco Rivero, el esposo sentenciado salió de su casa y al día siguiente, acompañado de otros amigos y de incógnito consiguió apoderarse de la cabeza de Warnes y se la presentó a su esposa, también se menciona que fue ella en persona quien recogió y escondió la cabeza de Warnes. Ana Barba al contemplarla en silencio llanto lo envolvió en un lienzo y lo sepultó bajo su lecho y conmovida profundamente sentenció: 
“descansa aquí mi querido padrino, mientras la patria se libere”.
A pesar del peligro, la cabeza fue recuperada y Ana la escondió en su casa situada en la barriada del Tocotocal, enterrándola en el suelo debajo de su cama durante nueve años. Sufrió en varias oportunidades el incendio de su casa, víctima de persecuciones realistas que buscaban la cabeza de Warnes que ella guardaba como un tesoro.
Ana poseía un espíritu templado por lo que sobrellevó con heroísmo todas las adversidades, nadie se enteró donde se hallaba la cabeza de Warnes a pesar de vivir en un periodo de tensión constante debido a los largos años de lucha por la independencia. 
Cuando llegó la República en 1825, a los días siguientes de la proclamación de la libertad en Santa Cruz, Ana Barba dio conocimiento de la existencia de la cabeza o cráneo de Warnes, que ella había conservado, manifestando los antecedentes de su veracidad. Así inmortalizó su nombre. 
La cabeza del caudillo fue llevada a la catedral para rendirle homenaje en una ceremonia solemne presidida por el coronel José Videla, segundo gobernante independiente de Santa Cruz —según el historiador Hernando Sanabria—. Otros autores afirman que fue durante el mandato del entonces coronel José Manuel Mercado, quien proclamó la independencia de Santa Cruz el 14 de febrero de 1825.  
El año 1825 el mariscal Antonio José de Sucre reconoció su valor. En junio de ese año resolvió hacer honores a su patriotismo ordenando que: 

Será impreso y circulado en toda la República, el rasgo de patriotismo de doña Ana Barba (...)  V.S. le manifestará cuanto es apreciable al Gobierno su conducta humana y generosa, y se servirá hacerle personalmente una visita a nombre del Ejército Libertador, llevando de acompañamiento para el caso todos los jefes y oficiales de la guarnición…
Antonio José de Sucre. Chuquisaca, 20 de junio de 1825. Al presidente de Santa Cruz, coronel José Videla

Ana estuvo casada con Francisco Rivero, quien ayudó a Ignacio Warnes en su lucha por la independencia. Warnes fue padrino de la pareja en su matrimonio.
 
Ana Barba enviudó durante el Gobierno de Aguilera. No se sabe con exactitud su fecha de fallecimiento.

## Reconocimiento
La heroína fue inmortalizada en los libros de historia de la independencia y, mediante Ordenanza Municipal del 25 de junio de 1940, una avenida de la ciudad de Santa Cruz de la Sierra lleva su nombre, la misma que colinda con la plaza de El Pari. 
De la misma manera se bautizó un colegio y se han escrito y puesto en escena diversas obras teatrales. 
Por Ley N.º 1106, del 4 de octubre del año 2018, el Estado Plurinacional de Bolivia la reconoció como «heroína nacional» y le otorgó el grado de coronela de sanidad. En la misma disposición se reconoce también como heroínas a sus compañeras de lucha Mena Toledo, Francisca López y Florita Mendoza.